# Canoa/kayak ai I Giochi europei
Le gare di canoa/kayak ai I Giochi europei sono state disputate a Baku tra il 14 e il 16 giugno 2015. A differenza che nei Giochi olimpici, nel programma di questa prima edizione dei Giochi europei non sono comprese le gare di canoa slalom ma solo quelle di velocità.

## Podi

### Maschili
| Specialità  | Oro                                                             | Argento                                                                    | Bronzo                                                                      |
| C1 - 200 m  | Henrikas Žustautas                                              | Valentin Demyanenko                                                        | Martin Fuksa                                                                |
| C1 - 1000 m | Sebastian Brendel                                               | Martin Fuksa                                                               | Attila Vajda                                                                |
| C2 - 1000 m | Bielorussia Andrėj Bahdanovič Aljaksandr Bahdanovič             | Russia Aleksej Korovaškov Il'ja Pervuchin                                  | Germania Peter Kretschmer Michael Müller                                    |
| K1 - 200 m  | Petter Menning Miklós Dudás                                     | Ed McKeever                                                                | Aleksejs Rumjancevs Marko Dragosavljević                                    |
| K1 - 1000 m | Max Hoff                                                        | Fernando Pimenta                                                           | René Holten Poulsen                                                         |
| K1 - 5000 m | Max Hoff                                                        | Fernando Pimenta                                                           | Cyrille Carré                                                               |
| K2 - 200 m  | Serbia Nebojša Grujić Marko Novaković                           | Germania Ronald Rauhe Tom Liebscher                                        | Ungheria Sándor Tótka Péter Molnár                                          |
| K2 - 1000 m | Ungheria Zoltán Kammerer Tamás Szalai                           | Germania Max Rendschmidt Marcus Groß                                       | Bielorussia Vitalij Bialko Raman Piatrušenka                                |
| K4 - 1000 m | Ungheria Zoltán Kammerer Dávid Tóth Tamás Kulifai Dániel Pauman | Russia Aleksandr Sergeev Anton Rjachov Vasilij Pogreban Vladislav Blintcov | Bielorussia Pavel Miadzvedzeu Vitalij Bialko Aleh Yurenia Roman Piatrušenka |

### Femminili
| Specialità  | Oro                                                           | Argento                                                          | Bronzo                                                                                  |
| K1 - 200 m  | Marta Walczykiewicz                                           | Natal'ja Podol'skaja                                             | Danuta Kozák                                                                            |
| K1 - 500 m  | Danuta Kozák                                                  | Yvonne Schuring                                                  | Ewelina Wojnarowska                                                                     |
| K1 - 5000 m | Maryna Litvinčuk                                              | Lani Belcher                                                     | Renáta Csay                                                                             |
| K2 - 200 m  | Bielorussia Marharyta Machneva Maryna Litvinčuk               | Serbia Nikolina Moldovan Olivera Moldovan                        | Ucraina Marija Povch Anastasija Todorova                                                |
| K2 - 500 m  | Serbia Milica Starović Dalma Ružičić-Benedek                  | Romania Roxana Borha Elena Meroniac                              | Ungheria Anna Kárász Ninetta Vad                                                        |
| K4 - 500 m  | Ungheria Gabriella Szabó Danuta Kozák Anna Kárász Ninetta Vad | Germania Franziska Weber Verena Hantl Conny Wassmuth Tina Dietze | Polonia Karolina Naja Ewelina Wojnarowska Edyta Dzieniszewska-Kierkla Beata Mikołajczyk |

## Medagliere
| Pos.   | Paese         | Oro | Argento | Bronzo | Totale |
| ------ | ------------- | --- | ------- | ------ | ------ |
| 1      | Ungheria      | 4   | 0       | 5      | 9      |
| 2      | Germania      | 3   | 3       | 1      | 7      |
| 3      | Bielorussia   | 3   | 0       | 2      | 5      |
| 4      | Serbia        | 2   | 1       | 1      | 4      |
| 5      | Polonia       | 1   | 0       | 2      | 3      |
| 6      | Svezia        | 1   | 0       | 0      | 1      |
| 6      | Lituania      | 1   | 0       | 0      | 1      |
| 8      | Russia        | 0   | 3       | 0      | 3      |
| 9      | Portogallo    | 0   | 2       | 0      | 2      |
| 9      | Gran Bretagna | 0   | 2       | 0      | 2      |
| 11     | Rep. Ceca     | 0   | 1       | 1      | 2      |
| 12     | Austria       | 0   | 1       | 0      | 1      |
| 12     | Azerbaigian   | 0   | 1       | 0      | 1      |
| 12     | Romania       | 0   | 1       | 0      | 1      |
| 15     | Ucraina       | 0   | 0       | 1      | 1      |
| 15     | Francia       | 0   | 0       | 1      | 1      |
| 15     | Danimarca     | 0   | 0       | 1      | 1      |
| 15     | Lettonia      | 0   | 0       | 1      | 1      |
| Totale | Totale        | 15  | 15      | 16     | 46     |